# Lupe Rumazo
Lupe Rumazo Cobo (Quito, 14 de octubre de 1933) es una escritora y crítica literaria ecuatoriana. Su obra, que abarca principalmente los géneros narrativo y ensayístico. Su estilo se caracteriza por fusionar distintos géneros y perspectivas literarias. Además se desarrolló su teoría del "intra realismo" que buscaba una inmersión profunda en la realidad para alcanzar la universalidad en la literatura. A pesar de haber pasado gran parte de su vida en el extranjero, principalmente en Venezuela, su obra, que abarca ensayo, cuento y novela, es ahora reconocida como una contribución significativa a la literatura latinoamericana, explorando temas como el exilio, la identidad y la condición humana con un estilo polifónico y una profunda carga intelectual y filosófica, influyendo en escritores y críticos posteriores. Su obra ha tenido una aceptación positiva a nivel internacional por autores como Northrop Frye, Ernesto Sabato, César Dávila Andrade, Leopoldo Zea y Juana de Ibarbourou.

## Biografía

### Primeros años y estudios
Rumazo nació en Quito. Es hija del historiador y escritor ecuatoriano Alfonso Rumazo González y de la pianista Inés Cobo Donoso. Además es sobrina del poeta e historiador José Rumazo González. Su infancia temprana transcurrió en Quito hasta los tres años, cuando la familia se exilió a Colombia. Allí, Lupe aprendió a leer y escribir tempranamente, desarrollando un pensamiento crítico gracias a sus maestras. La familia se trasladó a Montevideo, donde cursó estudios en el Liceo Francés y conoció a la poetisa Juana de Ibarbourou, antes de regresar a Cali.
Entre 1950 y 1953, Lupe vivió en Estados Unidos y estudió en la Universidad de Tulane. Tras obtener su licenciatura, regresó a reunirse con su familia en Caracas en 1954, donde su padre era catedrático. Trabajó como traductora, fue discípula del filósofo Juan David García Bacca, quien influiría en su obra posterior "Escalera de piedra" y comenzó un extenso ensayo comparando las culturas anglosajona y latinoamericana, influenciada por Octavio Paz. Colaboró también con el periódico "El Universal". Esta etapa en Caracas fue una época feliz de enriquecimiento intelectual y cultural junto a su familia. Como parte de su formación aprendería inglés y francés.

### Trayectoria
En 1956 se casó con el violinista Gerardo Alzamora Vela, director del Conservatorio de Música de Quito, a quien conoció en Colombia y con quien tiene tres hijos.  En 1960, el esposo de Lupe Rumazo fue contratado como Violín concertino en Caracas, por lo que su familia se trasladó a Venezuela. En 1962 publicó "En el Lagar," una obra ensayística que la consolidó como una destacada escritora presentando un análisis crítico de la literatura. En 1964, escribió "Sílabas de la Tierra," que es una colección de cuentos donde se exploran las esencias de la existencia y la condición humana. De esta manera Lupe Rumazo empezó a destacarse por el análisis psicológico de personajes y el uso de técnicas narrativas como el monólogo interior y el flujo de conciencia. La influencia de su tiempo en Uruguay, simbolizada por el verso de Neruda que da título a su libro, la llevó a reflexionar sobre las diversas identidades y experiencias en América Latina. Este libro de cuentos sería elogiado por César Dávila Andrade.
Por un año aproximadamente, entre 1965 y 1966, la familia vivió en Madrid, donde Lupe dictó una conferencia sobre literatura femenina hispanoamericana, iniciando el desarrollo de su teoría del "intra realismo" en la crítica literaria. Esta teoría, expuesta en un congreso en Caracas, dio origen a su libro "Yunques y Crisoles Americanos". Rumazo rechazaba tanto el criollismo limitado como el estructuralismo deshumanizado, así como la literatura comprometida que ignoraba los aspectos trascendentales de la existencia. Su ideal literario, el "intra realismo", buscaba una inmersión profunda en la realidad para alcanzar la universalidad, valorando la experimentación vital y creadora por encima de esquemas preestablecidos.
Regresaría a Venezuela, sin embargo en julio de 1967, un terremoto en Caracas obligó a Lupe Rumazo y su familia a desalojar su vivienda, siendo acogidos temporalmente en la embajada ecuatoriana y luego residiendo en otro lugar hasta lograr establecerse. Durante este tiempo, colaboró activamente en publicaciones venezolanas. En 1968, el fallecimiento de su suegra en Quito motivó un viaje a Ecuador, donde sus padres se reunieron con ellos tras el cierre de la Universidad Central de Venezuela. Un año más tarde, en 1969, publicó "Teoría del Intrarealismo" y fue finalista en un concurso de cuentos con "La Marcha de los batracios," obra que fue elogiada por su concisión y profundidad existencial y fue incluida dentro de la antología "Antología de narradoras ecuatorianas" de Miguel Donoso Pareja. En 1973, regresaron a Venezuela al reabrirse la universidad, y al año siguiente apareció su análisis sobre estructuralismo literario, "Rol Beligerante," con prólogo de Ernesto Sábato.
Al año siguiente Rumazo sufriría un golpe personal por la muerte de su madre en 1974, a quien dedicó su novela "Carta Larga sin Final" (1978), una obra experimental que combinaba ensayo y ficción, explorando la pérdida y la memoria. Por esta obra recibiría la mención de honor en la Bienal de Literatura “José Rafael Pocaterra” (Venezuela, 1980). En los años posteriores, participó en congresos literarios y, tras el fallecimiento de su esposo en 1982 debido a una enfermedad degenerativa, escribió la introspectiva novela "Peste Blanca, Peste Negra" (1988) con la que fue finalista en el Premio Internacional de Novela “Rómulo Gallegos” de 1989.
En 1988 fue designada Agregada Cultural de la Embajada del Ecuador en Caracas, donde descubrió un manuscrito de Juan Montalvo. Recibió reconocimientos en Venezuela y publicó obras sobre Montalvo, donde se incluye un prólogo con el estudio de su obra a la luz del nuevo manuscrito. En 2013 ingresó a la Academia Ecuatoriana de la Lengua. En 2021 publicaría su tercera novela titulada "Escalera de piedra" que es una obra que transgrede las normas tradicionales de la novela apacible, siendo un texto plural, polifónico y ensayístico. Se destaca su conexión con la crítica de García Bacca, que relaciona lo literario con partituras musicales y dimensiones ontológicas y cosmogónicas. La novela forma parte de una trilogía de tomos independientes pero concatenados, recordando a "Trilogía de los sonámbulos" de Broch. Esta trilogía, que incluye "Carta larga sin final", "Peste Blanca Peste Negra" y "Escalera de piedra", además del colofón "Temporal La última llave del Destino", se caracteriza por una escritura musical, un pensamiento filosófico y una interconexión de las cuatro obras en torno a un sistema. Por su destacada obra, Rumazo fue sugerida como candidata al Premio Internacional “Gabriela Mistral” – Mención Literatura y Filosofía, convocado por la OEA en 1995 y al igual que al Premio Nacional Eugenio Espejo, 2008 y 2010.

## Recepción y crítica de su obra

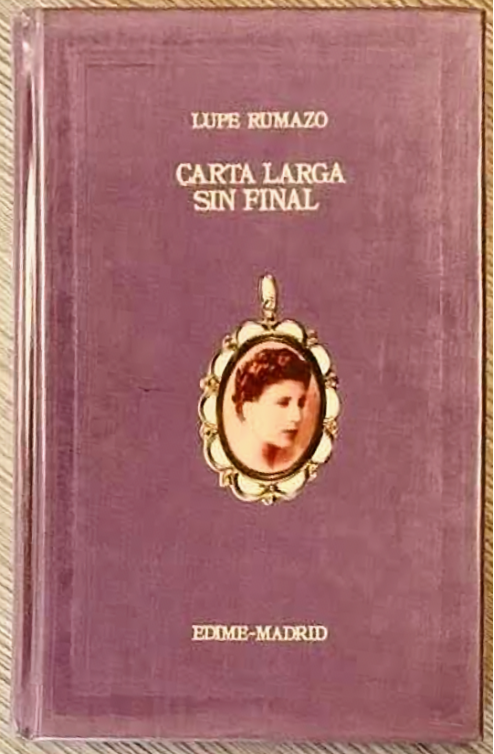
Carta larga sin final

Northrop Frye elogió "Carta larga sin final" como una combinación única de ensayo y ficción, considerándola precursora del "ánimo ensayístico" en la prosa del siglo XX.
Además, Ernesto Sábato al referirse a su libro de ensayos, "Rol Beligerante" afirmaría “¡Qué coraje intelectual, cuánto honestidad espiritual respira cada una de sus páginas! Pienso que marcará un hito decisivo en la crítica continental y que de él en adelante habrá que tener mucho cuidado con ese pretencioso macaneo con que se abruma al lector de lengua castellana”.
Por su parte Wilfrido H. Corral considera que esta novela de Lupe Rumazo "Carta larga sin final" es una obra sofisticada que fusiona ficción, investigación y erudición. Más allá de su trama intelectual y "anti-elegíaca", la novela oscila entre documento histórico social y obra sublime, estructurada como una pieza musical. Su lenguaje es puro y realista, diferenciándose de enfoques más puristas o distanciados. Junto con otras obras tempranas de Rumazo, que recibieron elogios, "Carta larga sin final" fue reconocida por su originalidad, siendo descrita como una combinación única de ensayo y ficción, precursora de tendencias ensayísticas en la literatura latinoamericana del siglo XX. En un contexto donde "Rayuela" de Cortázar era un paradigma, Rumazo exploró nuevas avenidas narrativas, anticipando incluso conceptos como el "Intra rrealismo" antes que otras figuras literarias como Roberto Bolaño.
Con motivo de la publicación de "Carta larga sin final", el escritor Leonardo Valencia dedicaría una ensayo titulado "Carta breve con final" donde, inspirado en el título de su novela, Valencia escribe una carta pública a Lupe Rumazo, lamentando la escasa atención crítica y la única edición de su novela, la cual considera una pieza adelantada a su tiempo por su fusión de novela, ensayo y autobiografía con una prosa singular. El autor destaca su carácter de "literatura inasible" que escapa a instrumentalizaciones y tópicos, a la vez que critica la inseguridad del estamento cultural ecuatoriano que impidió un reconocimiento temprano de su valía, posiblemente influenciado por prejuicios de género y la dificultad de encasillar su obra en proyectos nacionalistas. Esto sería respondido por Rumazo y a su vez esta "Conversación con Leonardo Valencia" sería reproducido en el libro el "Síndrome de Falcón".
El escritor Miguel Molina considera que su libro de cuentos "Sílabas de la tierra" pudo haber sido un punto de quiebre en el cuento ecuatoriano cuyo impacto se vio disminuido por la condición de mujer y exiliada de la autora. En palabras del autor, "el libro es testimonio de lo ardua y difícil que ha sido en América Latina la lucha de las mujeres escritoras."
De manera similar se expresaría Mónica Ojeda en su ensayo "Lupe Rumazo, el pensamiento sensible" cuando recordaría que a través de una recomendación de Valencia entraría en contacto con la obra de Rumazo ante lo cual encontraba difícil de creer la poca difusión que había conseguido:

Parece mentira que una de las mejores escritoras ecuatorianas del siglo xx sea desconocida para los lectores de su propio país, que se haya exiliado aún en Venezuela, que no haya podido regresar a Quito, ni encontrar los lectores masivos que se merece. Parece mentira: como toda la historia de la literatura ecuatoriana y sus ausencias, sus invisibles artistas y sus obras sin reeditar. Sin embargo, Lupe Rumazo es una autora cuya literatura vive por la fuerza de su contemporaneidad, y si puedo hablar de ella ahora es porque muchos se encargaron de que su escritura continuara (pese al enorme silencio de la crítica de su época) encontrando lectores.
Mónica Ojeda - Atlas de la literatura latinoamericana, pp. 115

## Condecoraciones y méritos

### Condecoraciones
- Condecoración Nacional al Mérito Cultural – Primera Clase – Ministerio de Educación del Ecuador.
- Orden Juan Montalvo – Ecuador.
- Orden al Mérito al Trabajo – Primera Clase – Venezuela.
- Orden Andrés Bello – Primera Clase – Venezuela.
- Orden Antonio José de Sucre – Primera Clase – Venezuela.

### Afiliaciones
- Correspondiente de la Academia Ecuatoriana de la Lengua.
- Correspondiente del “Centro de Investigación y de Estudios Comparativos Ibero-Franceses” de la Sorbonne Nouvelle, París, Francia.
- Casa de la Cultura Ecuatoriana – Sección Literatura.
- Sociedad Europea de Cultura.
- Instituto Internacional de Literatura Iberoamericana (Pittsburgh).
- Asociación de Escritores Venezolanos.
- Círculo de Escritores de Venezuela.
- Asociación Venezolana de Filosofía, Juan David García Bacca.
- Miembro Honorario de la Facultad de Humanidades de la Universidad de los Andes, Mérida, Venezuela.

## Obras
Entre sus libros publicados se cuentan:

### Ensayos
- En el lagar (1962)
- Yunques y crisoles americanos (1967)
- Rol beligerante (1974)
- Vivir en el exilio, tallar en nubes (1992)
- Los Marcapasos (2011)

### Cuentos
- Sílabas de la tierra (1964)

### Novelas
- Carta larga sin final (1978)
- Peste blanca, peste negra (1988)
- Escalera de piedra (2021)
- Temporal La última llave del Destino

### Historia
- Vida y obra de Alfonso Rumazo González, biografía
- "De la belleza en el género humano", primera versión del ensayo de Juan Montalvo, descubierto en Caracas

### Prólogos y estudios
- Prólogo a "Juan Montalvo", Colección “Claves de América”, N° 13, Biblioteca Ayacucho, 1993. Liminar y selección de Lupe Rumazo.
- Prólogo a "No siempre el olvido" (novela) por Helena Sassone. Monte Ávila Editores Latinoamericana, 2007.
- Prólogo a "Crónicas y Ficciones" por Leonardo Barriga López. Ediciones Amauta, Quito, 2008.
- Prólogo a "Derroteros", artículos de opinión de Alfonso Rumazo González. Ediciones del Consejo Nacional de la Cultura, Quito, 2010.
- Estudio “Cantata para Alfredo”. En Re/Incidencias – Tomo N° 5. Volumen antológico dedicado a Alfredo Pareja Diezcanseco, 2009.
- Estudio “Breve ir por la literatura guayaquileña”. Razón y Fábula. Revista de la Universidad de los Andes, N° 15, septiembre-octubre, 1969.

### Revistas donde colaboró
- Revista Literaria Cal, Caracas.
- Índice Literario del diario El Universal, Caracas.
- Papel Literario del diario El Nacional, Caracas.
- Cuadernos, París.
- El Comercio, Quito.
- País, Cali, Colombia.
- Letras del Ecuador, órgano de la Casa de la Cultura Ecuatoriana.
- Cuadernos Hispanoamericanos, Madrid.
- Letras Nuevas, órgano de la Asociación de Escritores Venezolanos.
- Razón y Fábula, revista de la Universidad de los Andes, Bogotá.
- Imagen, revista del CONAC, Venezuela.
- Cuadernos Americanos, México.
- Revista Actual, de la Dirección de Cultura de la Universidad de los Andes, Venezuela
- Revista Comprendre de la Sociedad Europea de Cultura.